# 애프터: 그 후
《애프터: 그 후》(영어: After We Collided)는 2020년 공개된 미국의 로맨틱 드라마 영화이다. 로저 컴블이 감독이며, 애나 토드의 동명 소설을 원작으로 한다. 2019년 공개된 영화 《애프터》의 속편이다.

## 제작
주요 촬영은 2019년 8월부터 애틀랜타에서 이루어졌다.